# Malou Khebizi
Malou Khebizi, née en 2003, est une actrice française. Elle est révélée par son rôle dans le film Diamant brut.

## Biographie

### Jeunesse
Née à Marseille en 2003, elle grandit dans un village de Provence à Trets, où elle effectue ses études jusqu'à la fin du collège et fait de la gymnastique, puis s'installe avec ses parents à Marseille. Son père, qui a fait du théâtre plus jeune, et compte des comédiens et des musiciens dans son entourage, l'inscrit aussi dans un atelier d'improvisation et d'acting pour l'aider à dépasser sa timidité.

### Carrière
Elle participe à quelques courts métrages. Exerçant en parallèle différent petits métiers pour vivre tout en continuant des études de communication, elle est repérée par Régis Fortino, acteur et réalisateur. Elle joue dans un de ses courts-métrages, intitulé Marie Louise et sorti en 2022. Elle est informée par lui d'un casting en cours pour le long-métrage de fiction Diamant brut d'Agathe Riedinger. Elle postule et envoie une vidéo de présentation bricolée rapidement, dans la cave d'un resto où elle travaille. Elle est retenue finalement pour interpréter le rôle principal du film, le personnage d'une candidate de téléréalité, Liane, et devient la révélation féminine de ce long-métrage, qui est sélectionné pour le festival de Cannes 2024,,. Selon Léa André-Sarreau
du magazine Trois couleurs, Malou Khebizi « partage une rage de vaincre, une conscience douloureuse du mépris de classe et du sexisme » avec Liane dans Diamant brut. Elle est ensuite nommée pour le César de la meilleure révélation féminine lors de la 50e cérémonie des César en 2025 ,.
En 2025, elle est annoncée à l’affiche d’Enzo, un prochain film de Robin Campillo, et de Love me Tender, adaptation par Anna Cazenave Cambet du roman éponyme de Constance Debré.

## Filmographie

### Actrice de cinéma
- 2024 : Diamant brut de Agathe Riedinger : Liane
- 2025 : Enzo de Robin Campillo : Amina
- 2025 : Love Me Tender (en) de Anna Cazenave Cambet
- 2025 : Les Filles désir de Prïncia Car

### Télévision

#### Séries télévisées
- 2025 : Young Millionaires (série Netflix)